# 忘却 (曲)
「忘却」（ぼうきゃく）は、宇多田ヒカルの楽曲で、KOHHとのコラボレーション・ソングである。2016年9月28日にUNIVERSAL MUSICのVirgin Musicより発売された宇多田の6枚目のオリジナル・アルバム『Fantome』に収録された。

## 背景
宇多田は2010年より「人間活動」として音楽活動を休業していたが、2016年4月に「花束を君に」と「真夏の通り雨」をリリースして活動を再開。一方のKOHHは2016年2月に「SPACE SHOWER MUSIC AWARDS」で「BEST HIP HOP ARTIST」を受賞し、同年、Frank Oceanの楽曲「Nikes」のCDマガジンバージョンに客演していた。2016年8月9日に宇多田が復帰作として9月にリリースするニューアルバム『Fantome』の収録曲が発表された。9月16日には『Fantome』に参加するアーティストも発表され、そこで初めてKOHHが「忘却」にフィーチャーされたことが明らかになった。
「忘却」は、元々はインストで収録する予定だったが、スタッフからラップを入れることを提案され、宇多田が知人に教わってからファンだったというKOHHにオファーすることになった。なお、KOHHもまた宇多田のファンで、2012年のストリートアルバム『YELLOW T△PE』で、宇多田の楽曲「SAKURAドロップス」をサンプリングし、ミュージックビデオで同じく宇多田の楽曲である「Goodbye Happiness」のミュージックビデオをオマージュしていた。また、宇多田からオファーが入る2週間前には、「いま日本で誰とでもやれるならだれとやる？」と聞かれ、「宇多田ヒカルさんとTaka」と答えていたという。

宇多田はKOHHと初めて会った瞬間から親和性を感じていたという。また、KOHHもNHKで放送されたドキュメンタリー番組で、初めて宇多田と会った時の印象を聴かれ、次のように語った。
「なんか、普通でした。『あ、俺だ』みたいな。『あ、俺とおんなじだ』みたいな」
また、緊張することもなく気楽でいられたという。

## 制作
「忘却」のトラック自体は2010、11年ころから存在していたという。
KOHHが客演することが決まると、制作に際して、まずKOHHがロンドンにある宇多田の自宅にを訪れた。初日は制作には取り掛からずに、食事に行き、酒を交わしながらお互いが最近聴いていた音楽を聴かせ合ったという。制作段階では、まず宇多田は自分の歌うパートをKOHHに聴かせた後に「忘却」というタイトルの意図や自分の死生観、"忘却"と"記憶"について自分の思うことを、KOHHに話した。そのあとに、KOHHが幼いころに父親を亡くしていることや、いろいろ生い立ちや親との関係を互いに話し合ったという。
宇多田は、長いラップパートが好きだということでKOHHに曲の冒頭1分30秒を丸ごと任せていた。そして、3日ほどしてKOHHが自分のヴァースの歌詞を完成させ、その後2回ほど修正を重ね、完成した。曲の最後に登場するオルガンは、KOHHからの提案だという。KOHHの歌入れのレコーディングは宇多田自身が担当した。宇多田の楽曲の歌詞に宇多田以外の誰かによる言葉が入るのはこの曲が初めてだった。このことに関して、宇多田は「他人の言葉が自分の曲に混ざることも初めてでしたが、自然と真ん中で落ち合えました。」と語っている。

## 音楽性
イントロはノイズに始まり、心臓の音が重く鳴る中で、アンビエント的なストリングスが楽曲全体を覆い尽くしている。ライターのimdkmは、著書「リズムから考えるJ-POP史」で、ほかの楽曲でも見られるKOHHの独特な譜割が「忘却」でも現れていると指摘している。

### 歌詞
宇多田はインタビューで、「忘却」の歌詞について、「生き方を考えることは死に方を考えることと同義」「これまでの人生を振り返りながらこれから向かうところに思いを馳せた」とコメント。また、"記憶"と"忘却"について、次のように語った。
「記憶って邪魔をするじゃないですか。経験したことによってかなり湾曲した解釈が残ってしまったり、そこにとらわれたり。」
「私がかっこいいと思う生きざまは、そういうものにすがってたくさん大事に鞄を持つことじゃなくて、死ぬときは手ぶらがベストというイメージなんです。」

## 評価
「忘却」について、音楽評論家の宗像明将は、「生きていく中で抱く恐怖や、死への想像を歌う楽曲にふさわしい」「『Fantôme』というアルバムにおける最大の問題作である」とコメント。
ライターの泉智は「ele-king」の記事にて、同曲の、精神の闇を漂うようなトラックの上に乗るKOHHのヴァースが、スピリチュアル・ミュージックとしてのラップであるという点で、日米のヒップホップにおいて非常に特異的であると指摘した。
音楽プロデューサーの蔦谷好位置は、『関ジャム 完全燃SHOW』に出演した際、「忘却」について、「国民的スターのトップである宇多田ヒカルがKOHHをフックアップしている」と指摘。また、「アルバム（『Fantome』）の中で一番好きな曲」と語り、KOHHについては、「立ってなくても佇まいが見える」「人間力の強さを音楽や声から感じる」とコメントした。

## 受賞

### ミュージックビデオ
- MTV VIDEO MUSIC AWARDS JAPAN
BEST COLLABORATION VIDEO[16]

## 披露
2016年12月9日に行われたネットイベント「30代はほどほど。」にKOHHも登場し、宇多田とともに「忘却」を披露した。曲のアウトロから、朝川朋之が奏でるハープの音色に合わせ、そのままシームレスに「人魚」へと移行。パフォーマンスの後には、宇多田のデビュー18年目を祝うサプライズのケーキが、KOHHの事務所から送られた。

## ミュージックビデオ
宇多田が34歳の誕生日を迎えた2017年1月19日、「忘却 featuring KOHH」のミュージックビデオがYouTubeにてフルサイズで公開された。監督を務めたのは、yahyelのメンバーであり、Yogee New WavesやSuchmosのMVを手がける山田健人。初のメジャーアーティスト作品への参加となった。
山田は、「忘却」の歌詞について考えた時、「この曲はスゴすぎる、生き方だ、人生だ」と思ったという。それゆえに、「シンプルな企画に対する恐怖」はなく、むしろ「『彼らと光』だけの表現しかない」と考えたと語った。また、ミュージックビデオの公開に際して、「一番大切にしたことは、余計なものがない純粋な“ミュージック”・ヴィデオであることにこだわるということ」とコメント。ミュージックビデオには、「生と死、実体と虚像のようなもの」を表現するため、「ゴーストみたいなエフェクト」がアナログで入れられているという。山田は、宇多田とKOHHを別々のカットに分けたことについて、「同じ曲でコラボしていても、それぞれのストーリーがあって、この先もそれぞれのストーリーがある」「それぞれの生き様を撮り分けることを目指しました」とコメント。また、宇多田が登場する瞬間は神々しいシーンに、KOHHのシーンはもがいている感じを出したと語った。また、「何度も歌唱シーンをさせたくなかった」ということで、実際に歌唱シーンは2、3テイクしか撮らなかった。これについて山田は、「そこまで思ったのはこの作品が初めてであり、今のところ最後かもしれない」と語った。
後に山田は、「ローリング・ストーン・ジャパン」でのインタビューで、同作を「個人的にすごく思い入れのある作品」であると語った。当時の彼にとって、宇多田のミュージックビデオを撮るという緊張感はものすごくあったといい、現場では精神的に追い詰められて嘔吐したという。また、「忘却」を撮ったことで、今はどんなビッグネームのアーティストを撮るときもイヤな緊張感を覚えなくなったとも語った。

## クレジット
- Written by Utada Hikaru and Chiba Yuki
- Recorded by Mike Horner at RAK Studios, Matsui Atsushi at Bunkamura Studio
- All Vocals Recorded by Utada Hikaru, edited by Komori Masahito
- Additional Engineering by Darren Heelis
- Mixed by Steve Fitzmaurice at Pierce Room
- Featured Artist: KOHH
- Vocals and Programming: Utada Hikaru
- Electric Bass: Yamaguchi Hiroo
- Drums: Sylvester Earl Harvin